# ATP Parigi 1971
L'ATP Parigi 1971 è stato un torneo disputato sulla terra rossa. È stata la 3ª edizione dell'ATP Parigi, che fa parte del Pepsi-Cola Grand Prix 1971. Si è giocato a Parigi in Francia, dal 26 aprile al 2 maggio 1971.

## Campioni

### Singolare
Stan Smith ha battuto in finale  François Jauffret con il punteggio di 6–2 6–4 7–5

### Doppio
Tom Gorman /  Stan Smith hanno battuto in finale  Pierre Barthes /  François Jauffret con il punteggio di 3–6, 7–5, 6–2